# ハンプシャーの竜

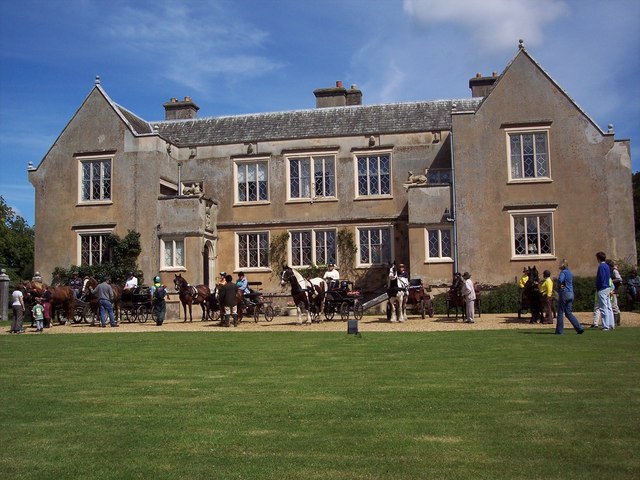
ビスターン村の荘園の屋敷

ハンプシャーの竜（ハンプシャーのりゅう、英: Hampshire dragon）は、イギリス・ハンプシャー州ビスターン村（Bisterne）の竜伝承である。なお、参考文献では「龍」となっているが本文では「竜」で統一する。

## 伝承
バーリー山に棲む竜は、毎日のようにビスターン村に現れては手桶1杯分の牛乳を村人たちに要求していた。やがて竜は家畜の肉や人の肉まで求めるようになった。そこで村人たちは騎士のモリス・バークレー卿（モーリス・ドゥ・バークレー卿とも）に竜退治を依頼した。
竜は火を吐くため、モリスは防御のために鳥もちを使って自身の体をガラスの粉で覆った。その後、ドラゴンフィールズ（「竜の原」）と呼ばれる場所で竜に挑んだ。激戦の末に竜を倒したものの、モリスが連れてきた2匹の犬は死に、モリス自身も衰弱して、村に帰ると竜退治の事を語ることもできないまま息を引き取った。

## 英国の竜退治説話の特徴
イギリスにおけるの竜退治方法は一風変わっているものが多く、本伝承では鳥もちを全身に塗り付けた上にガラス粉を振っている。魔法を用いるのではなく、人間がいろいろと工夫した道具を用いる点が特徴的である。

## 関連資料
- Wendy Boase "The Folklore of Hampshire and Isle Wight"（「ハンプシャーとワイト島の伝承」）. ロンドン, 1976, pp.110-111.（「世界の龍の話」出典p.8より）